# Элитные войска
Элитные войска — устойчивое словосочетание, используемое в современной публицистике с целью описать какие-либо войска как находящиеся в более высокой степени боеготовности по сравнению с остальными Вооружёнными Силами.
Является результатом эволюционных процессов в русском языке, придя из американского английского и вытеснив употребляемые в русской военной терминологии формулировки. Ввиду своей неоднозначности является объектом споров. Термином не является, так как не именует понятие точно и однозначно. Каких-либо общепризнанных критериев для определения войск элитными не существует.

## Происхождение словосочетания в русской военной терминологии
Словосочетание «элитные войска» пришло в русский язык в период распада Советского Союза из английского языка. Исторически общеупотребительным являлось прилагательное «отборные». Причём в Российской империи оно употреблялось для описания отдельных воинских частей, например, «отборные батальоны» или «отборные полки». В качестве примера можно привести статью в журнале «Русский вестник» (1867 год), где видный российский военный деятель Ростислав Андреевич Фадеев рекомендует формировать отборные стрелковые батальоны пластунов из коренных охотников, мотивируя это тем, что научить метко стрелять можно и обычных рекрутов, но их нельзя обучить беззвучному перемещению, способности пройти незамеченным, смекалке охотника, способности запоминать каждую тропинку, единожды пройденную, переправляться через реку вплавь, три дня неподвижно выслеживать цель, а затем так же внезапно её нейтрализовать, и другим навыкам, которыми обладает коренной охотник и которые составляют натуру пластуна.
В Советском Союзе было не принято употреблять формулировку «отборные» по отношению к частям Рабоче-крестьянской Красной Армии, так как всегда подчёркивалось, что она комплектуется исключительно пролетариатом и жителями деревни, в её ряды принимались все желающие представители эксплуатируемых классов, и какой-либо отбор среди них был недопустим. В результате, понятие «отборные» стало расцениваться как буржуазное, потому формулировка использовалась либо в историческом контексте, при описании каких-либо вооружённых формирований прошлого (например, персидских «бессмертных»), либо при описании войск Антанты и Белого Движения в годы Гражданской войны, причём зачастую не по факту наличия отбора как такового, а для того, чтобы придать повествованию особый эмоциональный оттенок. Например, писатель Максим Горький так описывает один из эпизодов Гражданской войны:
На всём центральном участке Южного фронта — от Курска до Воронежа — наступали отборные соединения «Добровольческой» армии: корпус Кутепова, конные корпуса Шкуро и Юзефовича.Максим Горький «История гражданской войны в СССР»
В описываемый период Добровольческая армия комплектовалась помимо добровольцев, также путём мобилизаций крестьян и введения в строй пленных красноармейцев, однако указанные части были действительно отборными (армейский корпус Кутепова состоял из офицерских «цветных» полков, составленных, в основном, из офицеров, а кавкорпуса состояли, в основном, из кубанских и донских казаков наряду с офицерскими частями — самых стойких частей Добрармии).
Всё последующее время, вплоть до распада СССР, слово «отборные» употреблялось в отношении армий капстран и Третьего рейха. Для придания особой эмоциональной нагрузки оно практически всегда употреблялось в контексте описания войск СС, вызывающих стойкие ассоциации с карательными операциями в годы Великой Отечественной войны.
Для обозначения советских воинских частей и соединений, военная служба в которых считалась особенно почётной, использовалось звание Гвардии. В годы Великой Отечественной войны гвардейские части имели особую организационно-штатную структуру, особые нормы довольствия и так далее. Престижность службы в подобных частях особо подчеркивалась как в ходе призыва, так и в ходе самой службы.
С развалом Советского Союза и приходом из английского языка словосочетания «элитные войска» или «элитные силы» (elite troops, elite forces), являющегося общеупотребительным в англоязычных странах, в особенности — в США, словосочетание заменило в повседневном языке историческое «отборные войска», вместе с тем создав путаницу в том, какие войска считать элитными. Впервые в (русскоязычной) официальной военной печати оно появилась в журнале «Армия» в 1993 году, когда один из курсантов РВВДКУ — старший сержант Сергей Владимирович П...н — при описании своей учёбы употребил его применительно к Воздушно-десантным войскам:

Я ещё когда срочную служил, понял, насколько велик престиж десантных войск в армии. По сути это элитные войска. Не случайно народ у нас относится к десантникам с таким уважением…
С тех пор, распространяясь, словосочетание постепенно приобретало всё более размытый смысл. Широкому распространению его способствовало также размытие основополагающих принципов и положений военной доктрины, выразившееся в том, что какие-либо вооружённые формирования вынуждены выполнять несвойственные им функции, отчего общественности становится непонятной разница между, скажем, подразделениями специального назначения (СпН) Вооружённых Сил и подразделениями особого назначения МВД.

## Доанглоязычные речевые эквиваленты
С 1350 по 600 года до нашей эры, в Среднеассирийский и Новоассирийский период, в семитских языках широко употреблялось существительное гунну, обозначавшее нечто близкое к элитным войскам в современном западном понимании этого слова.
В словаре общевойсковых и военно-морских пословиц Роберта Дебса Хейнля собран ряд выражений, от древности до Нового времени, отображающих современное представление западных военных об элитных войсках как во многом тождественное отборным войскам:
Небольшая армия, состоящая из отборных войск, намного лучше чем огромная толпа разного сброда.Хитопадеша, III, c.500. XII век до н. э.
Лучше иметь малое количество дисциплинированных войск на хорошем довольствии, чем иметь большое количество запущенных. Не большие армии побеждают в битвах, а обученные.Мориц Саксонский, «Mes Rêveries», IV. 1732 год
По мнению д-ра Ричарда Шульца мл., в прошлом — исследователя в Институте Гувера, почётного профессора Военной академии США, а ныне руководителя программы исследований по международной безопасности в Флетчерской школе права и дипломатии, противостояние американского общевойскового руководства созданию элитных войск является неоспоримым фактом.

## Неоднозначность
Исконно русское понятие «отборные войска» проще истолковать — это войска или части, комплектование которых осуществляется на условиях какого-либо отбора, что совершенно очевидно следует из названия («отборный»). «Элитные» же означают принадлежность к некой элите, что вызывает закономерный вопрос: какие части или войска или военизированные формирования считать элитными, а какие — нет.
В различных публикациях наименование «элитные», как правило, употребляется применительно к:
- Пограничным войскам в целом, а особенно к десантно-штурмовым маневренным группам Пограничных войск (ДШМГ) — спецназу ПВ;
- Воздушно-десантным войскам, а также частям и подразделениям, чья служба связана с совершением прыжков с парашютом (отдельные десантно-штурмовые бригады и батальоны, разведывательно-десантные роты отдельных разведывательных батальонов;
- Частям и подразделениям специального назначения (СпН) и особого назначения (ОсН) (ГРУ ГШ ВС России);
- Частям и соединениям морской пехоты, горной пехоты как родам войск, не имеющим статуса отдельных, но входящим в состав ВМФ и Сухопутных Войск соответственно;
- Частям и подразделениям особого (специального) назначения силовых ведомств (ОМОН, СОБР, Спецназ ФСИН, «Альфа», «Вымпел» и так далее);
- Частям, находящимся в прямом подчинении Генерального Штаба;
- Группам советских войск за рубежом (например, ГСВГ);
- Частям Московского гарнизона, имеющим особый статус (ОДОН)
- Частям и подразделениям, задействованным в миротворческой деятельности и наведении порядка в зонах гражданских вооружённых конфликтов;
- Частям, традиционно задействованным в различных торжественных мероприятиях (Параде Победы, встрече иностранных делегаций и тому подобное);
- Частям, имеющим в своём названии слово «Президентский» (Президентский полк).

Однако, все перечисленные рода войск, войсковые объединения, соединения, части и ведомственные военизированные формирования созданы для решения своих сугубо индивидуальных задач и выполняют свою программу боевой и служебной подготовки. При этом при характеристике частей как «элитных» часто не учитываются их действительные боевые заслуги, в том числе те, за которые им было присвоено наименование «гвардейские».

## Соревнования
Огневая или разведывательная подготовка в тех или иных подразделениях кардинально различаются. Потому при поддержке командования Вооружённых Сил осуществляются разного рода внутриармейские и межведомственные соревнования и сборы по армейским видам спорта и прикладным дисциплинам среди подразделений различных родов и видов войск, ведомств, не все из которых подпадают под формулировки особого назначения, специального назначения или быстрого реагирования. Существуют международные соревнования, в которых принимали участие подразделения Вооружённых Сил Российской Федерации:
- Ежегодные международные соревнования снайперских пар в Абинске[9] (Российская Федерация);
- Международные соревнования разведывательных групп в Сасовке Кировоградской области (Украина, 2008 год);
- Международные соревнования разведывательных групп в Спасске Карагандинской области (Республика Казахстан, 2007 год);
- Международные соревнования разведывательных групп в Марьиной Горке (Республика Беларусь, 2006 год);
- Международные соревнования подразделений спецназа и разведки на приз Внутренних войск МВД России в Новосибирске (Российская Федерация, 2006 год).

Помимо международных армейских соревнований, проводятся разнообразные федеральные и региональные соревнования, в том числе молодёжные, например:
- Юношеские соревнования по военно-прикладным видам спорта среди военно-патриотических клубов десантного профиля, проводимые на базе 45-го гвардейского отдельного разведывательного полка ВДВ ВС России.

## Значение в военно-патриотическом воспитании
Подростки с большим интересом относятся к «Элитным войскам», не делая разницы между вышеназванными вооружёнными формированиями и не понимая их целей и задач. Молодых людей привлекают названия и наполненный особой романтикой ореол, окружающий службу в этих войсках и всё, что с ними связано.
Под эгидой Министерства Обороны в военных комиссариатах и на сборных пунктах широко применяются средства наглядной агитации, призывающие не просто служить в Вооружённых Силах, а в каких-то отдельных родах войск и служб (например, агитационные плакаты «Элита армии» или «Романтика неба зовёт»).

## Авторитетные мнения
Магерамов, Александр Арнольдович — офицер служивший в Группе советских войск в Германии, по собственному желанию переведён на службу в Демократическую республику Афганистан, где воевал в составе мотострелковых подразделений (в разведывательной роте, затем — в мотострелковом батальоне), позже служил в 56-й отдельной десантно-штурмовой бригаде. В начале 1990-х принимал участие в Карабахском конфликте. В 1991 году переведён в Ракетные войска стратегического назначения, где назначен командиром отдельной роты противодиверсионной борьбы. В 1994 году переведён на службу в Департамент налоговой полиции, офицером полиции подразделения специального назначения. В 1998 году вышел на пенсию. Историк, автор ряда трудов по военной истории, автобиографических повествований и рассказов, а также очерков о буднях различных подразделений.

авт.: Александр Арнольдович, Вы, как человек, имеющий опыт службы в разведывательных подразделениях и подразделениях специального назначения, в самых разных родах и видах войск, и даже ведомствах, наверняка слышали об «Элитных войсках». Что Вы вкладываете в это понятие, и как Вы к нему относитесь? 

А. Магерамов: Честно говоря, считаю это выражение словоблудием, абсолютно не отражающим смысла обсуждаемой темы.

## Стереотипы
- В Афганской войне участвовала одна воздушно-десантная дивизия (103-я воздушно-десантная дивизия), одна отдельная десантно-штурмовая бригада (56-я отдельная десантно-штурмовая бригада), один парашютно-десантный полк (345-й гвардейский парашютно-десантный полк), два десантно-штурмовых батальона из состава мотострелковых бригад (48-й отдельный десантно-штурмовой батальон 66-й отдельной мотострелковой бригады, десантно-штурмовой батальон 70-йгвардейской отдельной мотострелковой бригады) и разведывательно-десантные роты отдельных разведывательных батальонов. При этом, существует распространённое заблуждение, порой переходящее в навязчивую идею, что в Афганистане воевали одни десантники[11]. Аналогичная ситуация порой возникает при описании чеченских войн, с тенденцией к преуменьшению заслуг других родов войск. Всё это порой приводит к обратной реакции. Так, офицеры СОБР УБОП при МВД Карачаево-Черкесской Республики написали открытое письмо в ответ на статью Владимира Ольгина «Чем мы воевали в Чечне», где особо отметили что:

По убеждению бойцов СОБРа, хорошо подготовленные группы «спецов» МВД и ВВ были едва ли не единственными, кто мог справиться с боевиками, используя их же методы ведения боевых действий.
— Журнал «Солдат удачи»
- Сами десантники не виноваты в появлении и распространении этого стереотипа — дело в том, что они первые, кому уделяется внимание средствами массовой информации и кинематографом, что и приводит к подобным недоразумениям. Так, например, при проведении праздничных парадов на Красной площади в Москве, комментаторы практически официально объявляют, что «Воздушно-десантные войска являются элитой Вооружённых Сил России».
- Освещение в СМИ празднования Дня ВДВ (2 августа) значительно превышает в объёмах выделенного эфирного времени и печатного пространства, скажем, День ПВО или День танкиста, которые, порой, проходят практически незамеченными прессой и телевидением. Что нельзя сказать про День ВДВ, который привлекает внимание журналистов и описывается с самых диаметрально противоположных точек зрения, от патриотически-хвалебных до откровенно огульных материалов с использованием фотографий отдельных десантников, зачастую в состоянии сильного алкогольного опьянения. В обязательном порядке задействованы усиленные наряды МВД и по результатам праздничных мероприятий следует заявление пресс-службы МВД о том что праздник прошёл без эксцессов. Также День ВДВ более насыщен культурно-массовыми мероприятиями, в частности — концертами популярных исполнителей и музыкальных коллективов, что подтверждается вниманием командования ВДВ, Союза десантников России и общественных организаций к предстоящему празднованию 80-летнего юбилея ВДВ, подготовка отдельных мероприятий которого началась ещё в июле 2008 года. Так, к примеру, юбилейный знак «80 лет ВДВ» был разработан энтузиастами и на сегодняшний день была выпущена уже третья дополнительная партия знаков. Ажиотаж привёл к тому, что знак был скопирован неизвестными, и на рынок попали низкокачественные подделки, хотя сам юбилей — 2 августа 2010 года.
- До введения в ВДВ голубого берета (сначала — малинового) и тельняшки, формой одежды десантники практически ничем не выделялись из остальной СА ВС СССР. «Элитными» в представлении молодых людей 1960-х, начала 1970-х годов виделись наиболее современные и передовые, на тот момент, ракетные войска стратегического назначения. Сегодня, значение берета как символа рода войск таково, что 26 июля 2009 года, совместно с Днём парашютиста, праздновался юбилей «40 лет голубому берету».
- Формулировка Специального назначения применительно к вооружённым подразделениям, существовала уже в 1930-е годы. Так, 8 апреля 1936 года в соответствии с приказом № 122 по гарнизону Кремля батальон особого назначения был реорганизован в полк специального назначения (пСпН) НКВД (в дальнейшем более известен как Отдельный краснознаменный Кремлёвский полк КГБ). Впоследствии, 24 октября 1950 года, созданы первые отдельные роты специального назначения в составе Сухопутных войск (теперь широко известны как Спецназ ГРУ). Подразделения специального назначения внутренних войск ведут свою историю от 31 декабря 1977 г., когда приказом министра внутренних дел СССР была создана первая учебная рота специального назначения.
- В прессе и на телевидении часто путают термины Подразделение специального назначения и специальное подразделение, войска специального назначения и специальные войска, несмотря на то, что последнее является более ёмким понятием и включает в себя любые подразделения, имеющие какую-либо специализацию (например, инженерно-сапёрная рота и автомобильная рота также являются спецподразделениями).

## В массовой культуре
Все описанные тенденции не могут не отображаться в массовой культуре. В частности, в кинематографе, который занимается популяризацией в первую очередь «элиты» — кинематографическими штампами стали слова и аббревиатуры «Спецназ», «Десант», «ВДВ», «Морпехи». Первое из перечисленных, в советское время подвергалось строгой цензуре и не употреблялось в печати. Само же слово «спецназ» употреблялось с негативным подтекстом, причём, зачастую, в заведомо ошибочной форме (то есть не бойцы, а агенты спецназа), при описании каких-либо неофициальных операций Пентагона.

### В музыке
Подобная ситуация сложилась и в музыке, где тема ВДВ и Спецназа представлена весьма широко, в то же время неизвестны, например, музыкальные коллективы артиллерии и войск связи.
Среди прочего, в альбом «Всем встать» группы «Круиз» (Moroz Records), вошли песни «Элитные войска» и «Элитные манёвры».
Также, песня А. Синицына и группы «Союз композиторов» «ВВС» (из х/ф «Асса», 1987).

### В коммерции
Подобная популярность в кинематографе породила целый взрыв разнообразных коммерческих брендов, так или иначе эксплуатирующих тематику «элитных войск». На волне коммерческого успеха вышли целые серии художественной литературы: «Спецназ ВДВ», «Спецназ ГРУ», «Морской спецназ», «Спецназ МЧС» и так далее, а также разнообразные методические пособия, зачастую переводные с английского языка: «Рукопашный бой спецназа», «Ножевой бой элитного спецназа», «Элитная подготовка» и тому подобное.
Андрей Житков, сценарист телесериала «Десантура. Никто, кроме нас», на вопрос, почему он не написал сценарий о мужестве и героизме воинов-железнодорожников, признался, что взял тему десанта, так как она показалась ему легче и беспроигрышней.

### В кинематографе и на телевидении
В 1993 году медиакомпанией BBC был выпущен документальный сериал-хроника «Элитные войска мира», в котором повествовалось в частности о советских ВДВ, британских SAS, американских «зелёных беретах», SEAL и рейнджерах, израильских «Сайерет Маткаль», и других войсках, частях и подразделениях.
Телеканалом The History Channel выпущена серия документальных фильмов «Военная машина Гитлера: Часть 4. Элитные части вермахта».
В 2001 году в США на экраны вышел боевик Elite. В главных ролях — Юрген Прохнов и Стив Уильямс.

### В художественных произведениях
Словосочетание элитные войска также стало широко употребляться в критике и рецензиях на художественные произведения, в особенности — в жанре научной фантастики.
- Во вселенной Дюны писателя Фрэнка Херберта, элитной гвардией являются имперские сардукары;
- Мобильная Пехота в «Звёздном десанте» Роберта Хайнлайна и в отечественных произведениях-переработках, например, Звёздные Тюлени в «Звёздном десанте» Романа Злотникова и Василия Орехова[19];
- Имперская гвардия во вселенной Звёздных войн Джорджа Лукаса.
- «Космический десант» стал архетипом и синонимом элитных боевых частей в космической фантастике. Подобные подразделения и их отдельные бойцы занимают центральное или видное место практические во всех сеттингах, где боевые действия являются центральной темой: во вселенных Warhammer 40,000, Star Wars, Stargate, Wing Commander, сериях игр Doom, Quake, Halo, StarCraft.

### Зарубежная
- Eric Micheletti. World Elite Forces. — Illustrated. — Poole, Dorset, UK: Histoire & Collections, 1993. — 144 с. — (Military History Series). — ISBN 2-9081-8225-4.
- Jon E. Lewis. True Stories of the Elite Forces: Real Life Accounts of the World's Crack Military Units. — New York: Carroll & Graf, 1993. — 277 с. — ISBN 0-7867-0032-7.
- John Pimlott. Modern elite forces. — Illustrated. — London: Orbis, 1986. — 191 с. — ISBN 0-3561-4160-8.
- Max Walmer. An illustrated guide to modern elite forces. — Illustrated. — New York: Arco Pub, 1984. — 160 с. — (Illustrated Military Guides Series; Arco military book). — ISBN 0-6680-6064-6.
- Briton Cooper Busch. Bunker Hill to Bastogne: elite forces and American society. — Washington, DC: Potomac Books Inc, 2006. — 320 с. — ISBN 1-5748-8775-0.
- Ian Schott, Jon E. Lewis. World famous elite forces. — Illustrated. — London: Magpie, 1994. — ISBN 1-8581-3394-7.
- Bruce Quarrie. Elite Special Forces. — The Francis Frith Collection, 1997. — ISBN 1-8534-8837-2.
- Bruce Quarrie. The world's elite forces. — Illustrated. — New York: Berkley Books, 1988. — 248 с. — ISBN 0-4251-0852-X.
- Walter N. Lang, Peter Eliot, Keith Maguire. The world's elite forces: the men, weapons and operations in the war against terrorism. — Illustrated. — New York: Military Press, 1988. — 224 с. — ISBN 0-5176-4643-9.
- Richard M. Bennett. Elite forces: an encyclopedia of the world's most formidable secret armies. — Illustrated. — London: Virgin, 2003. — 384 с. — ISBN 1-8522-7974-5.
- Peter Darman. Surprise attack: lightning strikes of the world's elite forces. — Illustrated; Maps. — New York: Barnes & Noble, 1993. — 176 с. — ISBN 1-5661-9206-4.
- Terry White. The making of the world's elite forces. — Illustrated. — London: Sidgwick & Jackson, 1992. — 192 с. — ISBN 0-2830-6111-1.
- David C. Knight. Shock troops: the history of elite corps and special forces. — Illustrated; Maps. — Greenwich, Conn.: Bison Books, 1983. — 192 с. — ISBN 0-8612-4126-6.
- John Pimlott. The Elite: the special forces of the world. — New York: Marshall Cavendish Corp, 1987. — ISBN 0-8630-7789-7.
- George Sullivan. Elite warriors: the special forces of the United States and its allies. — Illustrated. — New York: Facts on File, 1995. — 132 с. — ISBN 0-8160-3110-X.
- Lance Q. Zedric, Michael F. Dilley. Elite Warriors: 300 Years of America's Best Fighting Troops. — Hardcover. Illustrated. — Ventura, Calif.: Pathfinder Publishing, Inc, 1996. — 272 с. — ISBN 0-9347-9360-3.
- Joyce Libal. Military and Elite Forces Officer. — Illustrated. — Broomall, Pa.: Mason Crest Publishers, 2003. — 90 с. — (Careers with character). — ISBN 1-5908-4318-5.
- Nigel Cawthorne. The Mammoth Book of Inside the Elite Forces. — Philadelphia: Running Press Book Publishers, 2008. — 512 с. — (Mammoth Bks). — ISBN 0-7624-3382-5.
- Steven J. Zaloga,James W. Loop. Soviet bloc elite forces. — Illustrated. — London: Osprey Publishing, 1985. — 64 с. — (Elite series (5th edition), Osprey Elite Series (5th)). — ISBN 0-8504-5631-2.
- Rita (Biddle) Bouma. The Soviet Army elite. — Dissertation. — Висконсинский университет[англ.], 1966. — 126 с.
- Robert Todd Ross. Parachute Rifle Company: A Living Historian's Introduction to the Organization, Equipment, Tactics and Techniques of the U.S. Army's Elite Airborne Troops in Combat on the Western Front in World War II. — Illustrated. — Schiffer Publishing Ltd, 2010. — 208 с. — ISBN 9780764335112.
- Jonathan Sutherland. Elite troops of WWII. — Illustrated. — The Crowood Press, 2005. — 112 с. — (Vital guide). — ISBN 1-8403-7425-X.
- David Miller, Gerard Ridefort. Weapons of the Elite Forces. — Illustrated. — New York: Smithmark Pub, 1992. — 117 с. — (New Illustrated Guide Series). — ISBN 0-8317-5057-X.
- Jon E. Lewis. The Mammoth Book of Elite Forces: Graphic Accounts of Military Exploits by the World's Special Forces. — New York: Carroll & Graf, 2001. — 512 с. — (Mammoth Books). — ISBN 0-7867-0952-9.
- Leroy Thompson, Michael Chappell. Uniforms of the elite forces. — Illustrated. — Poole, Dorset: Blandford Press, 1982. — 121 с. — (Blandford colour series). — ISBN 0-7137-1259-7.
- Martin J. Dougherty, Chris McNab. Combat Techniques: An Elite Forces Guide to Modern Infantry Tactics. — Illustrated. — New York: St. Martin's Press, 2007. — 192 с. — ISBN 0-3123-6824-0.
- Alexander Stillwell. Elite Forces Endurance Mental and Physical. — Illustrated. — Leicester: Silverdale Books, 2005. — 192 с. — ISBN 1-8450-9252-X.
- Leroy Thompson. Secret Techniques of the Elite Forces. — Illustrated. — London: Greenhill Books, 2006. — 208 с. — ISBN 1-8536-7652-7.
- George Markham. Guns of the elite: special forces firearms, 1940 to the present. — 2nd. — London: Arms and Armour, 1995. — 176 с. — ISBN 1-8540-9198-0.
- Michael E. Haskew. Encyclopedia of Elite Forces in the Second World War: Paratroops, Commandos, Rangers, Waffen SS. — Illustrated. — Casemate Publishers, 2007. — 192 с. — ISBN 1-9057-0427-5.
- John Walter. The World's Elite Forces: Small Arms and Accessories. — Illustrated. — Mechanicsburg, PA: Greenhill Books, 2002. — 144 с. — (Greenhill military manuals). — ISBN 1-8536-7496-6.
- Will Fowler. The World's Elite Forces: Arms and Equipment. — 2nd; Illustrated. — London: Greenhill Books, 2002. — 144 с. — (Greenhill military manuals). — ISBN 1-8536-7495-8.
- Baudouin Ourari, Mike Chappell. Badges and uniforms of the world's elite forces. — Brussels, Belgium: B & P, 1984.
- Harry Pugh, Roy Turner, Kevin Wright. Russian airborne, spetsnaz, and elite forces insignia: a collector's guide. — Illustrated. — Arlington, VA: C & D Enterprises, 2000. — 125 с. — ISBN 0-9633-2316-4.
- Chris McNab. How to Pass Elite Forces Selection. — Illustrated. — Broomall, PA: Mason Crest Publishers, 2002. — 64 с. — (Elite Forces Survival Guides: Elite Operations and Training). — ISBN 1-5908-4012-7.

#### Периодика (зарубежная)
Помимо книг и диссертационных исследований, за рубежом выходят также журналы Special Ops: Journal of Elite Forces and SWAT Units (США) и Elite forces (Великобритания)